# Тристаннид лантана
Тристаннид лантана — бинарное интерметаллическое неорганическое соединение
лантана и олова
с формулой LaSn3,
кристаллы.

## Получение
- Сплавление стехиометрических количеств чистых веществ:

{\displaystyle {\mathsf {La+3Sn\ {\xrightarrow {1135^{o}C}}\ LaSn_{3}}}}

## Физические свойства
Тристаннид лантана образует кристаллы
кубической сингонии,
пространственная группа P m3m,
параметры ячейки a = 0,47694 нм, Z = 1
структура типа тримедьзолота AuCu3
.
Соединение конгруэнтно плавится при температуре 1135°C  (1147°C ).